# Stardust (album của Lena Meyer-Landrut)
Stardust là album phòng thu thứ ba của nữ ca sĩ người Đức Lena Meyer-Landrut. Album được Universal Music phát hành vào ngày 12 tháng 10 năm 2012. Cả album và đĩa đơn cùng tên đều được nhận chứng nhận đĩa vàng tại Đức.

## Thông tin
Stardust là album đầu tiên mà Lena không cộng tác cùng Stefan Raab, cố vấn cũ của cô. Quá trình thực hiện được bắt đầu từ cuối hè 2011 qua các chuyến đi đến Stockholm, Luân Đôn và Hamburg. Để thực hiện album, cô đã cộng tác cùng nhiều nhạc sĩ như Matthew Benbrook, Pauline Taylor, Johnny McDaid, James Flannigan, và đặc biệt là Sonny Boy Gustafsson, người đã sản xuất tới 5 ca khúc trong album. Bốn ca khúc có sự cộng tác của Miss Li, trong đó ca khúc "ASAP" cô song ca với nữ ca sĩ-nhạc sĩ người Thuỵ Điển này. Lena đồng thời cũng là đồng sáng tác của chín bản nhạc. "Better News" và "I'm Black" do cô hợp tác viết với Ian Dench, người từng là việc với EMF và Florence and the Machine. Ý tưởng của bản "Don't Panic" được lấy từ một vụ báo cháy ở Luân Đôn. "Mr Arrow Key", ca khúc sau này trở thành đĩa đơn thứ bảy của cô, viết về lý tưởng sống trong khi "Pink Elephant" kể lại câu chuyện về một cô gái vụng về như chú voi con. "Goosebumps" viết về nỗi nhớ nhà, "To the Moon" là một bản tình ca đã khiến Lena, đồng sáng tác Alexander Schroer và nhà sản xuất Swen Meyer mất bảy tháng đề viết ca từ cho phù hợp với giai điệu. "Neon (Lonely People)" miêu tả cái cảm giác cô đơn dù vẫn có bao người xung quanh.
Ngoài ra, còn có một track ẩn khác là "Lille katt" được trình bày bằng tiếng Thuỵ Điển, từng được thể hiện trong Emil i Lönneberga, một chương trình truyền hình thiếu nhi đa ngôn ngữ bằng cả tiếng Đức và tiếng Thuỵ Điển. Phiên bản phát hành trên iTunes bao gồm cả bản cover lại ca khúc Moonlight của Mayaeni được phát hành vào năm 2010.
Quá trình sản xuất album kết thúc vào tháng 7 năm 2012. Lena trình bày 8 trên 12 ca khúc trong các sự kiện giới thiệu tới báo giới và các đài phát hành tại Munich, Cologne, Hamburg và Berlin từ cuối tháng 7 tới đầu tháng 8 năm 2012. Stardust được sản xuất phần nhiều bởi Swen Meyer, tại Hamburg, người từng cộng tác với Tomte, Tim Bendzko và Kettcar. Đĩa đơn cùng tên được phát hành vào ngày 21 tháng 9 năm 2012, còn MV ra lò trước đó vào ngày 7 cùng tháng. Ngày 20 tháng 9, cô giới thiệu album tới công chúng tại Reeperbahn Festival, tổ chức tại Schmidt's Tivoli, Hamburg.

## Đón nhận
| Đánh giá chuyên môn | Đánh giá chuyên môn |
| ------------------- | ------------------- |
| Nguồn đánh giá      |                     |
| Nguồn               | Đánh giá            |
| Laut                | [ 8 ]               |
| CDStarts            | [ 9 ]               |
| Hitchecker          | [ 10 ]              |
| Rolling Stone       | [ 11 ]              |

"Stardust" nhận được nhiều đánh giá trái chiều từ phía chuyên môn. Nhiều đánh giá cho rằng Stefan Raab đã không tham gia sản xuất. Phiên bản tiếng Đức của tạp chí Rolling Stone cho Stardust 3/5 sao và bình luận rằng: "Đã đến lúc bạn cảm nhận được đây mới thật sự là Lena, chứ không phải là một Lena với ý-tưởng-của-Stefan-Raab". The Neue Presse tại Hannover cho cô 4/5 sao và viết: "Không còn Raab nữa, không còn bay với đôi cánh Raab. Lena tự vỗ đôi cánh nhạc pop của bản thân".
Trang đánh giá CDStarts cho cô 7/10 sao và đánh giá Lena đã thật sự trưởng thành.

## Quảng bá
Đĩa đơn chủ lực, "Stardust" được xuất xưởng ngày 21 tháng 9 và giành được vị trí á quân tại BXH đĩa đơn Đức. Từ 05 tới 07 tháng 10, iTunes phát hành 3 ca khúc để quảng bá cho album, mỗi ngày một bản, "To the Moon", "ASAP" và "Pink Elephant".
Tháng 4, 2013, Lena đi tour quanh nước Đức để quảng bá cho album. 'No One Can Catch Us' là tên của tour lưu diễn đông thời cũng là ca từ từ đĩa đơn chủ lực gần nhất Stardust. Chuyến đi bắt đầu vào ngày 02 tháng 4 tại Stuttgart và kết thúc vào ngày 21 cùng tháng tại Offenbach. Lena cùng phát hành lên internet buổi lưu diễn cuối cùng đến với người hâm mộ, những người đã không có cơ hội cháy cùng cô trong các đêm diễn. Chuyến lưu diễn gồm 13 buổi tại các đô thị của nước Đức như Berlin, Hamburg, Hannover và các thành phố khác. Lena cũng muốn tổ chức buổi diễn tại Vienna, thủ đô Áo nhưng cuối cùng phải huỷ và không thông báo lý do.

## Tracklist
| STT | Nhan đề                                   | Sáng tác                                                 | Sản xuất             | Thời lượng |
| --- | ----------------------------------------- | -------------------------------------------------------- | -------------------- | ---------- |
| 1.  | "Stardust"                                | Rosi Golan, Tim Myers                                    | Swen Meyer           | 3:30       |
| 2.  | "Mr. Arrow Key"                           | Lena Meyer-Landrut, Linda Carlsson, Sonny Boy Gustafsson | Sonny Boy Gustafsson | 3:34       |
| 3.  | "Pink Elephant"                           | John Gordon, Ginger Mackenzie, Mathias Ramson            | Sonny Boy Gustafsson | 3:35       |
| 4.  | "Neon (Lonely People)"                    | Lena, Matthew Benbrook, Pauline Taylor                   | Swen Meyer           | 3:31       |
| 5.  | "Better News"                             | Lena, Ian Dench, Martin Sutton                           | Swen Meyer           | 3:02       |
| 6.  | "Day To Stay"                             | Lena, Carlsson, Sonny Boy Gustafsson                     | Sonny Boy Gustafsson | 3:56       |
| 7.  | "To the Moon"                             | Meyer-Landrut, Alexander Schroer                         | Swen Meyer           | 3:24       |
| 8.  | "Bliss Bliss"                             | Tjeerd Bomhof, Elliot James, James Walsh                 | Swen Meyer           | 3:11       |
| 9.  | "ASAP" (ft. Miss Li)                      | Lena, Carlsson, Gustafsson                               | Sonny Boy Gustafsson | 2:48       |
| 10. | "I'm Black"                               | Lena, Dench, Sutton                                      | Swen Meyer           | 3:05       |
| 11. | "Goosebumps"                              | Lena, Carlsson, Gustafsson                               | Sonny Boy Gustafsson | 3:39       |
| 12. | "Don't Panic"                             | Lena, John "Johnny" McDaid, James Flannigan              | Swen Meyer           | 2:27       |
| 13. | "Lille katt" (Track ẩn, chỉ trong bản CD) | Georg Riedel, Astrid Lindgren                            | Sonny Boy Gustafsson | 1:29       |

| Bonus track trên iTunes | Bonus track trên iTunes | Bonus track trên iTunes                            | Bonus track trên iTunes | Bonus track trên iTunes |
| STT                     | Nhan đề                 | Sáng tác                                           | Sản xuất                | Thời lượng              |
| ----------------------- | ----------------------- | -------------------------------------------------- | ----------------------- | ----------------------- |
| 13.                     | "Moonlight"             | Per Kristian Ottestad, Rosi Golan, Mayaeni Strauss | Sonny Boy Gustafsson    | 3:42                    |

## Bảng xếp hạng và chứng nhận
| Bảng xếp hạng (2012)  | Vị trí cao nhất |
| --------------------- | --------------- |
| Austrian Albums Chart | 14              |
| German Albums Chart   | 2               |
| Swiss Albums Chart    | 31              |

| Bảng xếp hạng (2012) | Vị trí |
| -------------------- | ------ |
| German Albums Chart  | 55     |

| Quốc gia | Chứng nhận | Doanh số |
| -------- | ---------- | -------- |
| Đức      | Gold       | 100,000+ |

## Phát hành
| Quốc gia | Ngày                 | Định dạng                 | Hãng đĩa        |
| -------- | -------------------- | ------------------------- | --------------- |
| Áo       | 12 tháng 10 năm 2012 | CD, kĩ thuật số, đĩa than | Universal Music |
| Đức      | 12 tháng 10 năm 2012 | CD, kĩ thuật số, đĩa than | Universal Music |
| Thuỵ Sĩ  | 12 tháng 10 năm 2012 | CD, kĩ thuật số, đĩa than | Universal Music |

- Bản đĩa than có chữ ký của Lena được phát hành giới hạn 1000 bản và độc quyền bởi Amazon Đức.[22]